# 雅利安民族
雅利安民族是一個在北美活躍的反猶太主義、新納粹主義、白人至上主義團體，由美國人查德·吉恩特·巴特勒於1970年代在美國愛達荷州庫特奈縣創立。
2001年，美國聯邦調查局將雅利安民族列為列為「恐怖組織」。美國智庫蘭德公司稱其為美國和加拿大「第一個真正的全國性恐怖活動網絡」。
雅利安民族的盾牌標誌受到盎格魯-以色列主義思想影響。雅各十字架象徵著「對以色列的祝福」，以「真理之劍和復活十字架」為中心。 四個角上的三個橫條象徵著“他的種族國家在他的王國中繼承的十二個部落」。

## 歷史

雅利安民族常用的旗幟。

雅利安民族的信仰基於早期基督教認同運動的領軍人物韋斯利·A·斯威夫特的教義。斯威夫特結合了盎格魯-以色列主義、極端的反猶太主義和政治好戰。 194 年代中期，他在加利福尼亞建立了自己的教堂。 他在1950年代和 1960年代期間在加利福尼亞主持每日電台廣播。1957年，他的教會名稱改為耶穌基督-基督教會，雅利安民族教會繼續使用該名稱。
從1974年到2001年，雅利安民族總部位於愛達荷州海登。雅利安民族有許多州分會，但高度分散，分會與組織總部的聯繫極為鬆散。 該小組在海登湖為雅利安民族成員和類似團體的成員舉辦了年度世界雅利安民族大會。
直至1998年，雅利安民族的領導權仍牢牢掌握在理查德·吉恩特·巴特勒手中。 那時他已經 80 多歲了，身體狀況不佳。 在2001年的年度雅利安民族世界大會上，紐曼布里頓（Neuman Britton）被任命為巴特勒的繼任者，領導雅利安民族。 但在2001年8月布里頓去世後，巴特勒任命來自俄亥俄州的哈羅德·雷·雷德費恩 (Harold Ray Redfeairn) 為他的繼任者。 自1990年代中期以來，他一直在計劃控制該組織。